# Hans Constantin Boden
Hans Constantin Boden (* 28. Juli 1893 in Braunschweig; † 17. November 1970 in Frankfurt am Main) war ein deutscher Wirtschaftsmanager in der Zeit des Nationalsozialismus und in der Bundesrepublik Deutschland.

## Leben
Der Sohn des Braunschweigischen Ministers Robert Boden und der Maria Uhde, Tochter des Architekten Constantin Uhde, studierte in Würzburg Jura und Volkswirtschaft, promovierte zum Dr. jur. et rer. pol. und schloss die Referendarzeit mit dem Assessorexamen ab. Als Rhodes-Stipendiat in Oxford erhielt er ein „Diploma in Economics and Political Science“. Er begann seine Tätigkeit im öffentlichen Dienst im Reichsministerium für Wiederaufbau und im Reichsfinanzministerium. Zwischen 1925 und 1929 war er Mitglied der Deutschen Kriegslastenkommission in Paris und war 1929 an den Verhandlungen zum Young-Plan beteiligt. Im selben Jahr ging er zur AEG und wurde Finanzchef als Nachfolger von Paul Mamroth. Im Zweiten Weltkrieg wurde er zum Wehrwirtschaftsführer ernannt. Er gab die Instruktion, dass bei der AEG keine Zwangsarbeiter aus den Konzentrationslagern beschäftigt werden sollten, die allerdings nicht befolgt wurde.
Nachdem er, der sich selbst als Anti-Nazi bezeichnete, noch im Frühjahr 1944 von den Nationalsozialisten aus den Ämtern bei der AEG gedrängt worden war, war er ab dem 8. Mai 1944 bis Kriegsende wieder beim Auswärtigen Amt tätig und wurde beim Bevollmächtigten des Großdeutschen Reiches in Ungarn Edmund Veesenmayer eingesetzt. Die ungarische Wirtschaft sollte unter die Führung der deutschen Botschaft gebracht werden. Seit April 1944 war bereits das Eichmann-Kommando mit Unterstützung der ungarischen Behörden und der deutschen Botschaft dabei, 400.000 ungarische Juden nach Auschwitz zu deportieren. Nach dem von den Deutschen unterstützten Staatsstreich durch die Pfeilkreuzler im Oktober 1944 sollten danach auch die Budapester Juden zur Zwangsarbeit nach Deutschland deportiert werden. Kriegsbedingt wurde dies aber nur noch in Ansätzen durchgeführt. Bodens Haltung zu diesen Fragen, die in den Botschaftsräumen verhandelt wurden, ist nicht bekannt.
Nach Kriegsende wurde er im Rahmen der Entnazifizierung entlastet (Kategorie V).
Boden, der schon seit 1929 Aufsichtsratsmitglied bei AEG, Telefunken, Esso, Deutsche Werft AG, Mannesmann und anderen Unternehmen gewesen war, wurde nach Kriegsende zunächst Leiter der Finanzabteilung und stellvertretender Vorstandsvorsitzender der AEG, von März 1956 bis September 1962 ihr Vorstandsvorsitzender und von 1961 bis 1970 Aufsichtsratsvorsitzender, jeweils mit einer kleinen Unterbrechung. Dadurch hatte er auch Sitz in den Aufsichtsräten bei den Olympia Werken in Wilhelmshaven, bei der Elektrofinanz-AG. Berlin, bei der Papierfabrik GmbH, Osnabrück, bei Rosenthal-Isolatoren, Selb, bei der Telefunken GmbH, Berlin bei der Dresdner Bank und bei Lloyd Dynamowerke, Bremen. In den Verhandlungen zur Zwangsarbeiterentschädigung gelang es Boden im Mai 1960 mit einer Zahlung von 4 Millionen DM an die Jewish Claims Conference alle zukünftigen Forderungen zu verhindern.
Im Jahr 1950 gehörte er zur Verhandlungsdelegation für den Schuman-Plan und war von 1961 bis 1963 Präsident der Internationalen Handelskammer in Paris. Weitere Ämter waren der stellvertretende Vorsitz im Stifterverband für die Deutsche Wissenschaft und die Mitgliedschaften in der Deutschen Atomkommission beim Bundesminister für Atomfragen und im Außenhandelsbeirat beim Bundesminister für Wirtschaft.

## Ehrungen
- 1953: Großen Bundesverdienstkreuz
- 1958: Ehrenplakette der Stadt Frankfurt am Main
- 1963: Großen Bundesverdienstkreuz mit Stern und Schulterband